# Zsuzsa Kovács
Pour les articles homonymes, voir Kovács.
Zsuzsa Kovács, née le 13 novembre 1945 à Hódmezővásárhely, est une nageuse hongroise.

## Carrière
Elle est médaillée de bronze du relais 4 × 100 mètres nage libre aux championnats d'Europe de natation 1962 à Leipzig. Aux Jeux olympiques d'été de 1964 à Tokyo, elle est éliminée en séries du 200 mètres brasse ; le relais hongrois du 4 × 100 mètres nage libre est quant à lui disqualifié en finale.